# Ô mon bel inconnu
Personnages
- Prosper Aubertin
- M. Victor
- Hilarion Lallumette
- Claude Aviland
- Jean Paul Lévy
- Antoinette Aubertin
- Félicie
- Marie-Anne
- Xavier Tignardon

Ô mon bel inconnu est une comédie musicale donnée en 1933 pour la première fois au Théâtre des Bouffes-Parisiens à Paris composée par Reynaldo Hahn sur un livret de Sacha Guitry.

## Résumé[1]
Dans une boutique de chapelier, Prosper Aubertin, honnête commerçant, vend des chapeaux, assisté de sa femme Antoinette, de sa fille Marie-Anne et de sa bonne Félicie. L'existence n'est pas bien drôle, parmi tous ces chapeaux… Aussi la famille Aubertin passe son temps à se disputer et à s'ennuyer. L'ennui est souvent le commencement du rêve, et le brave chapelier commence à rêver d'aventures.
Que fait-il ? C'est bien simple : il fait paraître dans un journal une annonce : « Monsieur, célibataire, désire trouver âme sœur. » Il reçoit cent cinquante réponses. Il en choisit une signée d'une comtesse et il lui fixe un rendez-vous… Mais deux autres lui arrachent des cris de surprise et d'indignation : elles sont l'une de l'écriture de sa femme, l'autre de celle de sa fille. Puis, il réfléchit et s'attendrit. Elles ne sont donc pas heureuses de leur sort, elles non plus, puisqu'elles cherchent autre chose. Alors, il leur répond — en déguisant son écriture — et après un échange de lettres tendres et romanesques, il leur fixe aussi un rendez-vous, autant pour les confondre et leur jouer une bonne blague, que pour leur prouver, à peu de frais, leur part de rêve. Chacune d'elles, y compris Félicie — car c'est elle la comtesse — fredonne et soupir Ô mon bel inconnu en allant au rendez-vous.
Il n'est pas tout près, ce rendez-vous : dans une villa du pays basque, qu'Aubertin a louée pour huit jours. Et ses trois femmes, redevenues charmantes par l'espoir que l'inconnu a mis en elles, vont s'y retrouver… Aubertin tire avec une dextérité amusée tous les fils de cette intrigue innocemment galante.  Le propriétaire de la villa, M. Victor, ramène Antoinette, déjà troublée et décidée à sauter le pas, dans la voie du devoir, et prend pour lui Félicie. Reste Marie-Anne, la délicieuse jeune fille. Bah ! ce n'est pas plus compliqué de tout arranger… On lui fera croire que c'est un charmant jeune homme, qui l'avait remarquée dans la boutique paternelle, qui lui a écrit à la poste les lettres qui l'ont fait rêver, et le jeune homme fait même le voyage de Biarritz pour venir dans la villa demander la main de Marie-Anne à son père…

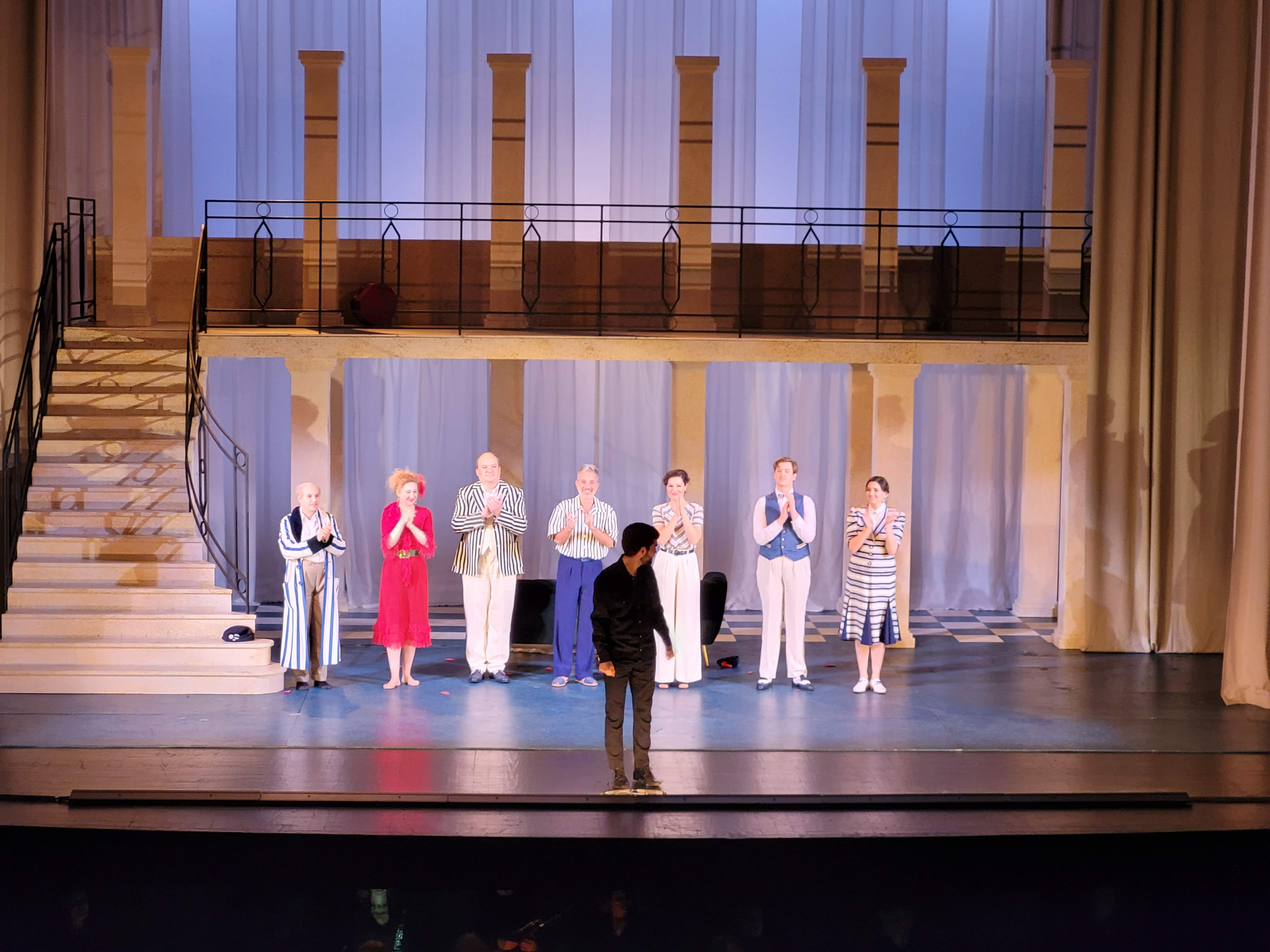
Ô mon bel inconnu à l’opéra de Massy interprété par Marc Labonnette, Clémence Tilquin, Sheva Tehoval, Émeline Bayart, Victor Sicard, Jean-François Novelli et Carl Ghazarossian, direction musicale de Marc Leroy-Calatayud sur une mise en scène d’Émeline Bayart.

Tout rentre dans l'ordre, après cette petite excursion de la famille du chapelier au pays de fantaisie, et M. Koval retrouve la parole pour tirer en chantant la morale de conte bleu-vaudeville… Car il faut dire qu’Hilarion Lallumette (un ami d'Aubertin) était muet depuis le début de la pièce, et réduit à une mimique expressive.

## Personnages et créateurs du rôle
- Prosper Aubertin (Jean Aquistapace)
- M. Victor (Abel Tarride)
- Hilarion Lallumette (René Koval)
- Claude Aviland (Guy Ferrant)
- Jean Paul Lévy (Pierre Vyot)
- Antoinette Aubertin (Suzanne Dantes)
- Félicie (Mme Arletty)
- Marie-Anne (Simone Simon)
- Xavier Tignardon (André Numès Fils)